# Муми-тролль
Муми-тролль (швед. Mumintrollet, фин. Muumipeikko) — главный персонаж серии книг, написанных финской шведоязычной писательницей Туве Янссон.

## Характеристика
Маленькое существо, похожее на бегемота (сам персонаж не любит данное сравнение), покрыт белой шерстью. Рот обычно не виден, так как находится под большим круглым носом. В контексте сказки — подросток, хотя определенный возраст не упоминается. Общий любимец, подкупающе искренний, отзывчивый, любит родителей и друзей, бывает наивным. Старается подружиться с любым, кого встретит. В поиске приключений попадает в опасные ситуации, также находя новых друзей, что приводит Муми-маму в беспокойство. Иногда маленькому Муми-троллю кажется, что время замедляется, а мысли растут — но это растёт он сам. Туве Янссон подразумевала Муми-тролля как прообраз себя.

## Названия
- По-шведски — швед. Mumintrollet
- По-фински — фин. Muumipeikko
- По-английски — англ. Moomintroll
- По-эстонски — эст. Muumitroll
- По-польски — пол. Muminek